# Melinda viridicyanea
Melinda viridicyanea är en tvåvingeart som först beskrevs av Jean-Baptiste Robineau-Desvoidy 1830.
Melinda viridicyanea ingår i släktet Melinda och familjen spyflugor. Arten är reproducerande i Sverige.